# Рязанов, Юрий Викторович
Юрий Викторович Рязанов (род. 24 сентября 1970) — российский предприниматель и политический деятель, вице-президент Промышленного Союза «Новое Содружество», член Федерального Совета Всероссийской политической партии «Партия Дела», издатель, продюсер, режиссёр, сценарист, руководитель Фонда поддержки развития общества «Наши дети».

## Биография
Родился 24 сентября 1970 года в городе Миасс Челябинской обл. в семье сотрудников КБ машиностроения.

### Образование
В 1987 году окончил среднюю школу № 9 города Миасса и ЗФТШ при МФТИ. В 1993 году — Московский физико-технический институт, факультет аэрофизики и космических исследований.

### Предпринимательская деятельность
В 1992 году — соучредитель ЗАО «Производственное Объединение Содружество».
С 2005 года — вице-президент Промышленного Союза «Новое Содружество». Компания объединяет 20 предприятий, расположенных в Ростовской области, в Москве, в Казахстане, на Украине, в Канаде, США. Ключевыми активами холдинга являются компания «Ростсельмаш» — лидер российского рынка сельскохозяйственной техники, концерн «Эмпилс» — крупнейший в стране производитель лакокрасочной продукции и оксида цинка, компания «Buhler Industries», которая занимается производством сельскохозяйственной техники и оборудования уже более сорока лет. Доля «Ростсельмаш» на российском рынке составляет более 65 %. Продукция «Ростсельмаш» поставляется более чем в 11 стран ближнего и дальнего зарубежья. Доля концерна «Эмпилс» на российском рынке лакокрасочных материалов потребительского назначения составляет около 15 %, на рынке оксида цинка — около 50 %. Продукция концерна «Эмпилс» экспортируется более чем в 10 стран мира. Совокупный ежегодный оборот холдинга составляет более $600 млн. Общая численность работников — 17 тыс. человек. Основными акционерами «Нового Содружества» являются три его основателя и управляющих партнера — Бабкин К. А., Удрас Д. А. и Рязанов Ю. В..
Совместно с К. А. Бабкиным и Д. А. Удрасом вывел из состояния кризиса 1990-х годов заводы Эмпилс (1998) и Ростсельмаш (2000).

…Возьмите «Ростсельмаш», который в советскую эпоху был неуклюжим производителем сельхозтехники. Преодолев кризис в 1990-е годы, сейчас «Ростсельмаш» переживает настоящий ренессанс, наладив продажи своей продукции в 35 странах и открыл в прошлом году представительство в Германии.
— Из статьи «We move to Russia in our series on Europe's second-tier cities» британского еженедельного журнала «The Economist», 8.11.2018. 
(Цит. по материалу Информационного агентства «Дон24», 15.11.2018.)

### Политическая деятельность
Является одним из основателей Всероссийской политической партии «Партия Дела». С 2010 года — член Федерального Совета ВПП «Партия Дела».
Известен резкой критикой вступления России в ВТО на принятых Россией условиях членства в этой организации.

### Творческая деятельность
Основатель и руководитель Фонда поддержки развития общества «Наши дети».
Организатор ежегодного фестиваля народных традиций «Былина» на Куликовом поле.
Организатор и издатель журнала для детей и подростков «Вверх». Основатель Международного кинофестиваля семейного кино «Вверх». Председатель его оргкомитета.
Генеральный продюсер полнометражного анимационного фильма «Сказ о Петре и Февронии» (2017), продюсер фильма «Рябиновый вальс» (2009), сопродюсер фильмов «Иерей-Сан» (2015), «Частное пионерское. Ура, каникулы!» (2015), «Частное пионерское 3. Привет, взрослая жизнь!» (2017), короткометражных фильмов «Я верю в тебя» (2016), «Никаких гвоздей» (2016), «Нельзя» (2017), линейный продюсер фильма «Бегство рогатых викингов» (2018). Киноактёр (к/ф «Герасим» (2017): исполнитель главной роли — Герасима; в титрах значится под псевдонимом «Георгий Витязев»).
Автор нескольких книг (сказок в стихах) для детей. Член Союза писателей РФ.

## Награды
В 2020 году награждён медалью ордена «За заслуги перед Отечеством» II степени.

## Семья
Женат, воспитывает четверых детей (три сына и дочь).